# Пігато

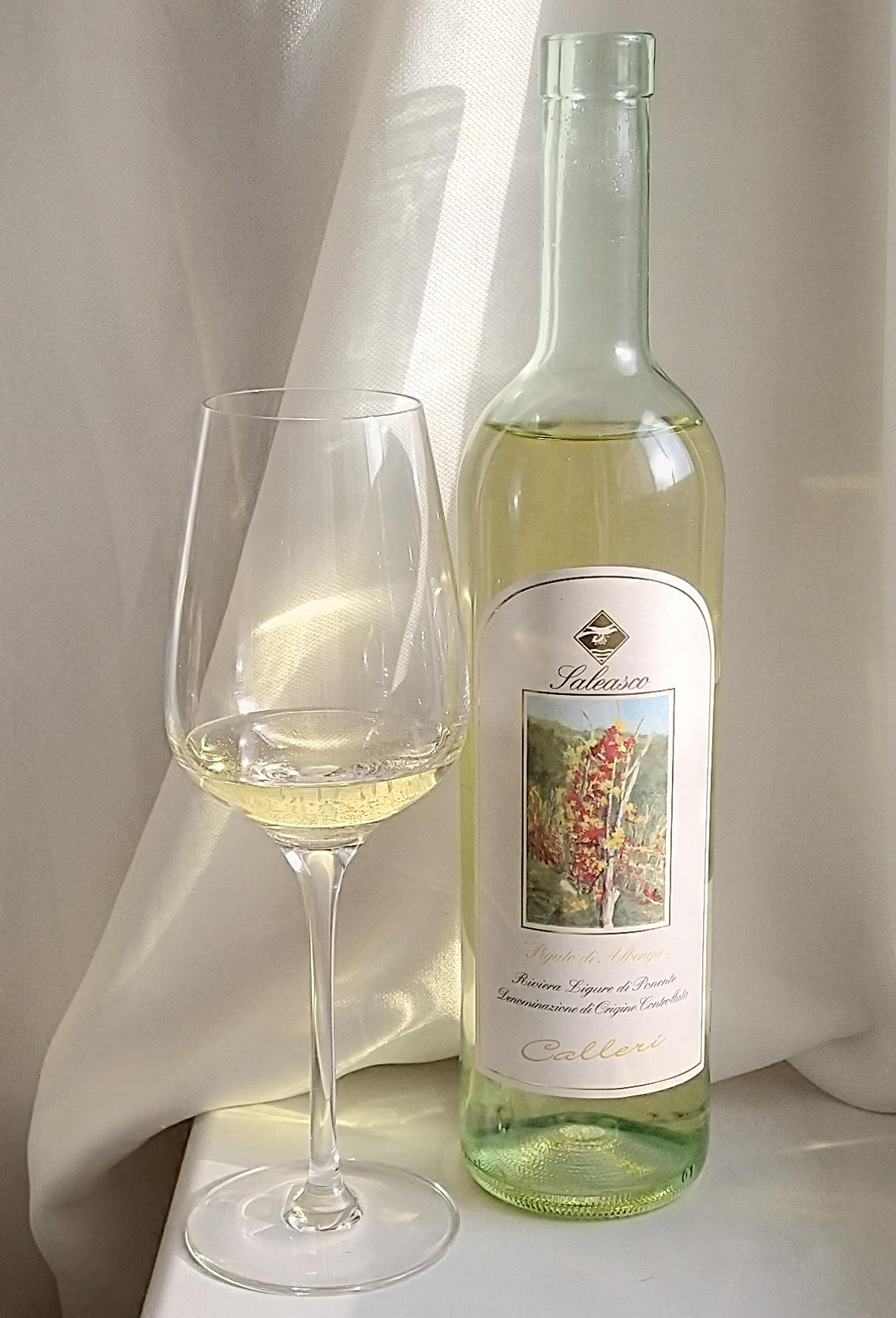
Вино з пігато

Пігато (італ. Pigato) — технічний сорт білого винограду з Італії. Назва «пігато» походить від лігурійського діалектного слова «pigà» або «pigau», що означає плямистий, завдяки наявності на стиглих ягодах плям іржавого кольору.

## Історія
Тривалий час пігато вважали клоном верментино, але у наш час італійські ампелографи виділяють його у самостійний сорт завдяки іншим ботанічним та карпологічним характеристикам.

## Розповсюдження
Сорт розповсюджений у Лігурії та є візитівкою цього регіону.

## Характеристики сорту
Врожайність висока та стабільна, в середньому 100 центнерів з гектара.

### Ботанічний опис
Вершина пагона віялоподібна, не надто відкрита, з опушенням, світло-зелена (у верментино білувата), з коричнево-фіолетовим контуром. Вісь паростка злегка зігнута. Суцвіття пірамідальної форми, середня довжина 15 см. Лист середнього розміру, п'ятикутний, п'ятилопатевий. Черешкова пазуха закрита, ліроподібна. Нижня сторона листа вкрита опушенням, зі світло-зеленими прожилками. Верхня сторона гладенька, із зеленими головними жилками. Черешок середньої довжини, тонкий, без опушення, бордового кольору, розсіяного на зеленому тлі. Осіннє забарвлення листя стійке зелене. Пожовтіння дуже пізнє, однорідне, з блідо-золотистими відблисками.
Гроно промислової стиглості середнього розміру та середньої щільності, просте конічне або «крилата» (з одним або двома «крилами»). Частіше зустрічається просте гроно аніж крилате. Квітконос напівздерев'янілий, тонкий і гнучкий.
Ягода середня, видовженої сферичної форми (середній діаметр 17x19, 17x18, 19x19 мм). Переріз правильний круглий, шкірка вкрита шаром кутину. Колір бурштиново-золотистий, він приймає різні тони та градації залежно від інтенсивності перебування на сонці. Нерегулярний розподіл кольору навіть на одній і тій же лозі від грона до грона та на одному і тому ж гроні. Шкірка середньої товщини. Сік безбарвний. Соковита і м'яка м'якоть з особливим приємним смаком (його можна використовувати як столовий сорт). Квітконіжка середнього розміру. Кількість кісточок — переважно дві на кожну ягоду (у 60 % ягід); близько 40 % ягід лише з одною, тоді як ягоди без кісточок або з трьома кісточками зустрічаються рідко. Кісточка велика, грушоподібної форми, з прямим «дзьобом».

## Теруар
Пігато пристосований до різних типів ґрунтів, окрім алювіальних. Найкращі врожаї спостерігаються на гравійних ґрунтах з гарним дренажем. Сорт полюбляє дуже сонячні місця, особливо при вирощуванні біля моря або на високих пагорбах. Тільки в цих умовах грона добре дозрівають і ягоди набувають характерного бурштиново-золотистого кольору.

## Характеристики вина
З пігато виробляють здебільшого сухі вина, також ігристі або десертні вина методом «пасіто». Можуть вироблятись як моносортові вина, так і купажні. Вино блідо-жовтого кольору, з ароматом квітів та цитрусових. Смак фруктовий. Вживається з легкими закусками, стравами з риби та морепродуктів.